# Sega Pico
Sega Pico također poznato pod imenom Kids Computer Pico (キッズコンピューター・ピコ, Kizzu Konpyūtā Piko?) (dječje računalo Pico) bila je elektronička igračka koju je proizvodila japanska tvrtka Sega. Cilj razvijanja igraće konzole Pico bila je da se djeca između dvije i osam godina starosti nauče koristiti igraće konzole. Ovo će biti prva Segina konzola koja će imati igre koje su licencirane od svojeg najvećeg takmaca, Nintenda. Pico je na tržište izašla u Japanu 1993. godine, a u Sjevernoj Americi i Europi godinu dana kasnije. U Japanu, Pico je bila jako uspješna konzola i igre su razvijane za ovaj sistem sve do 2005. U Sjevernoj Americi i Europi, zbog manjeg oduševljenosti tržišta igre su se razvijale do 1997. Do 2005. godine bilo je prodano oko 3,4 milijuna konzola i oko 11,2 milijuna primjeraka softvera.